# Brunsvigia rosea
Brunsvigia rosea là một loài thực vật có hoa trong họ Amaryllidaceae. Loài này được Hann. mô tả khoa học đầu tiên.